# 984

## Догађаји
- Немачког дечака-краља Отона III (4 године) отима свргнути Хајнрих II, војвода Баварске, који је повратио своје војводство и полаже право на регентство као члан Отонске династије. Али Хајнрих је приморан да преда Отона својој мајци, царици супруги Теофанији.
- Краљ Рамиро III од Леона губи престо од Бермуда II (ривалског краља Галиције), који такође постаје владар целог Краљевства Леон (данашња Шпанија).
- Јапански цар Енју абдицира у корист свог шеснаестогодишњег сина Казана након 15-годишње владавине. Енју се пензионише и постаје будистички свештеник.
- 20. август – Папа Јован XIV умире као затвореник у замку Сант Анђело у Риму након једногодишње владавине, након што је или убијен или изгладнео.
- Антипапа Бонифације VII враћа се из Цариграда и добија подршку моћне римске породице Кресенти. Преузима папски престо.